# هوغو ألكانتارا
هوغو ألكانتارا (بالبرتغالية: Hugo Alcântara‏) (28 يوليو 1979 في كويابا في البرازيل – )؛ هو لاعب كرة قدم كان يلعب كمدافع.

## وصلات خارجية
- هوغو ألكانتارا على موقع قاعدة بيانات كرة القدم.إي يو (الإنجليزية)
- هوغو ألكانتارا على موقع Soccerway.com (الإنجليزية)
- هوغو ألكانتارا على موقع عالم كرة القدم.نت (الإنجليزية)